# Stosicia aberrans
Stosicia aberrans là một loài ốc biển nhỏ, là động vật thân mềm chân bụng sống ở biển trong họ Rissoidae.

## Phân bố
Chúng phân bố ở Biển Caribe (Belize, Colombia, Costa Rica, Mexico, Panama) Vịnh Mexico (Cuba, Jamaica) and Tiểu Antilles, Puerto Rico và đông bắc Brasil.

## Miêu tả
Độ dài vỏ lớn nhất ghi nhận được là 6 mm.

## Môi trường sống
Độ sâu nhỏ nhất ghi nhận được là 0 m. Độ sâu lớn nhất ghi nhận được là 93 m.